# 306 г. пр.н.е.
306 (триста и шеста) година преди новата ера (пр.н.е.) е година от доюлианския (Помпилийски) римски календар.

## Събития

### В Гърция
- Пир е поставен на трона на молосите от илирийския цар Главкия.[1]
- Епикур отваря школа в Атина.[2]

### В Азия
- Антигон I Монофталм и синът му Деметрий I Полиоркет отнемат остров Кипър от владението на Птолемей I, след което окуражени от това свое постижение организират инвазия на Египет по суша и море, която претърпява пълен провал.[3]
- Антигон се обявява за василевс в Сирия и Мала Азия и дава същата титла на Деметрий, който става съвладетел.[2] С този жест той предявява претенции върху наследството на Александър Велики.

### В Сицилия
- Тиранът на Сиракуза Агатокъл сключва мирен договор с Картаген. Река Халикус е възстановена като граница на картагенските владения в Сицилия.[4] Агатокъл евакуира окупираните от него картагенски градове в замяна на 200 000 бушела зърно и 150 гръцки таланта сребро.[5]

### В Римската република
- Консули са Квинт Марций Тремул и Публий Корнелий Арвина.
- Племето херники възстава, но бунта е потушен бързо от консула Марций като победените все пак получават гражданство без право на гласуване.[4][6] Марций получава триумф за победата.[6]
- Самнитите нахлуват в северна Кампания, но са победени.[4][6] Марций получава триумф за победата.[6]
- Рим сключва договoр с Картаген (вероятно насочен конкретно срещу царя на молосите Пир), който е четвърти такъв в хода на дългата история на дипломатическите отношения между двете сили. Според достигнатото съгласие двете страни си обещават военна взаимопомощ, което осигурява на римляните подкрепата на мощния картагенски флот.[7]